# 十二金剛
《十二金剛》（英語：The Dirty Dozen）是一部1967年首映的美國戰爭片，劇情改編自E·M·奈森桑的同名小說。
此片由羅拔·阿德烈治執導，李·馬榮、喧尼斯·鮑寧、查理士·布朗臣、尊·加沙域、占·布朗及泰利·沙華拉斯等主演。

## 演員
- 李·馬榮 飾 雷司慢少校（Maj. John Reisman）
- 喧尼斯·鮑寧 飾 賀頓將軍（Maj. Gen. Worden）
- 查理士·布朗臣 飾 約瑟（Joseph Wladislaw）
- 占·布朗 飾 羅勃（Robert Jefferson）
- 尊·加沙域 飾 維克多（Victor Franko）
- 李察·積高 飾 保倫軍曹（Sgt. Clyde Bowren）
- 佐治·堅尼地 飾 Maj. Max Armbruster
- 秦尼·羅柏斯 飾 彼得路（Pedro Jiminez）
- 羅富·蔑加 飾 簡德上尉（Capt. Stuart Kinder）
- 勞勃·雷恩 飾 白烈上校（Col. Everett Dasher Breed）
- 泰利·沙華拉斯 飾 亞芝（Archer Maggott）
- 羅拔·韋伯 飾 丹頓將軍（Brig. Gen. Denton）
- 奇連·獲加 飾 森信（Samson Posey）
- 當奴·修特蘭 飾 維郎（Vernon Pinkley）

## 外部連結
- 互联网电影数据库（IMDb）上《十二金剛》的资料（英文）
- AllMovie上《十二金剛》的资料（英文）
- TCM电影资料库上《十二金剛》的资料（英文）